# 칼라마리아

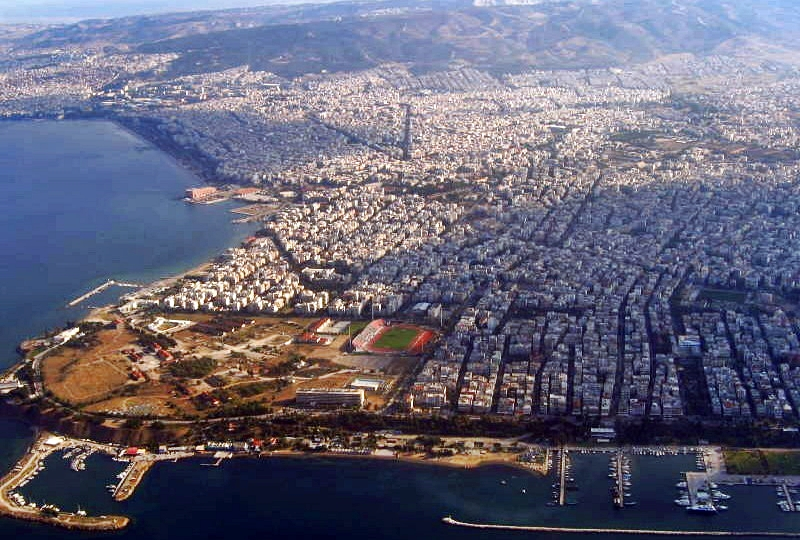
하늘에서 내려다 본 칼라마리아

칼라마리아(그리스어: Καλαμαριά)는 그리스 중앙마케도니아 주 테살로니키 현의 도시로 면적은 6.40km2, 높이는 35m, 인구는 91,279명(2011년 기준), 인구 밀도는 14,000명/km2이다.
테살로니키 도시권을 형성하는 지방 자치체 가운데 하나이며 테살로니키에서 남동쪽으로 약 7km 정도 떨어진 곳에 위치한다.

## 자매 도시
- 알바니아 사란더
- 불가리아 디미트로브그라드
- 키프로스 파포스
- 미국 클리어워터
- 슬로바키아 립토우스키미쿨라시
- 스웨덴 솔나 시